# Dioda próżniowa

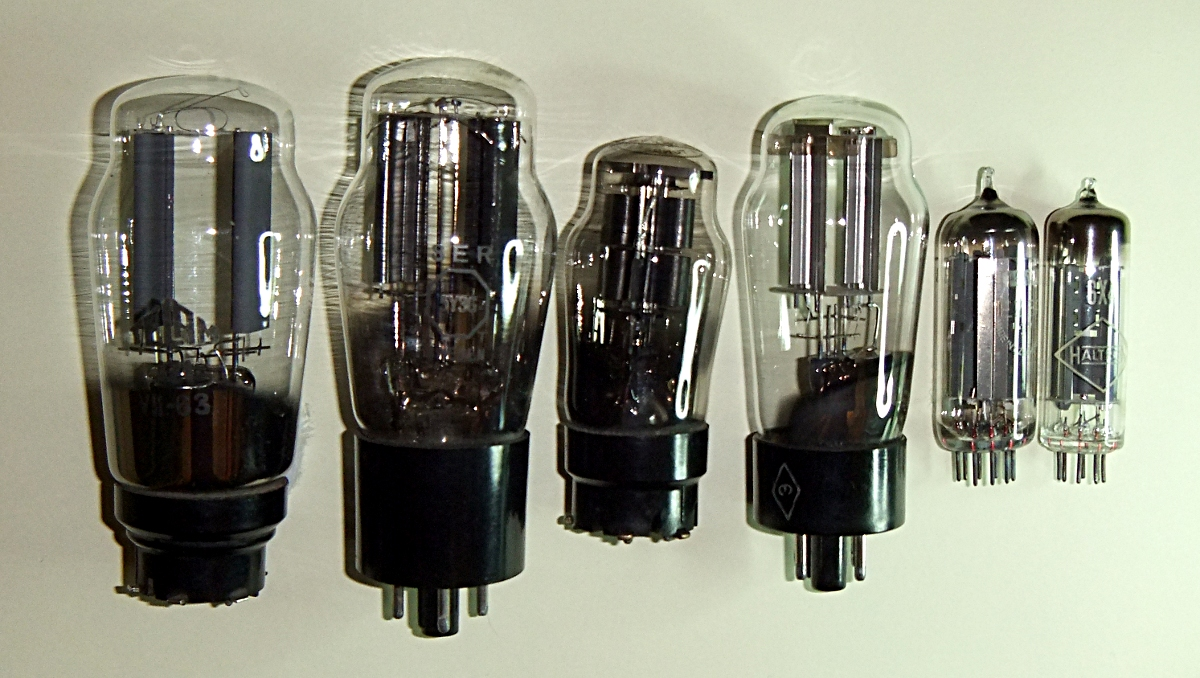
Duodiody prostownicze różnych generacji – bezpośrednio żarzone: AZ1, 5Y3G i pośrednio żarzone: EZ3, 5C4S, EZ80, 6X4

Dioda próżniowa – najprostsza lampa elektronowa, zawierająca dwie elektrody, anodę i katodę.
Rozgrzana katoda jest źródłem elektronów, które docierają do anody – w ten sposób możliwy jest przepływ prądu w jednym kierunku. Próżniowe diody prostownicze wysokiego napięcia nazywa się kenotronami.

## Budowa i zasada działania
Dioda próżniowa składa się z zamkniętych w próżniowej obudowie (najczęściej szklanej bańce) dwóch elektrod: wyposażonej w grzejnik katody i anody. Z rozgrzanej katody, na skutek zjawiska termoemisji, możliwa jest emisja elektronów. Przy dodatniej polaryzacji anody względem katody pole elektryczne między nimi przyspiesza elektrony, które docierają do anody – w ten sposób możliwy jest przepływ prądu elektrycznego. Przy polaryzacji odwrotnej pole elektryczne hamuje ruch elektronów, nie dopuszczając do ich przepływu. Prąd więc płynie przez diodę tylko w jednym kierunku, od anody do katody (elektrony poruszają się w kierunku przeciwnym), wtedy, gdy anoda ma potencjał wyższy niż katoda.

Schemat diody próżniowej (żarzonej pośrednio)

### Diody bezpośrednio żarzone
| Symbol diody żarzonej bezpośrednio |
| ---------------------------------- |
|                                    |
| od góry: anoda, katoda             |

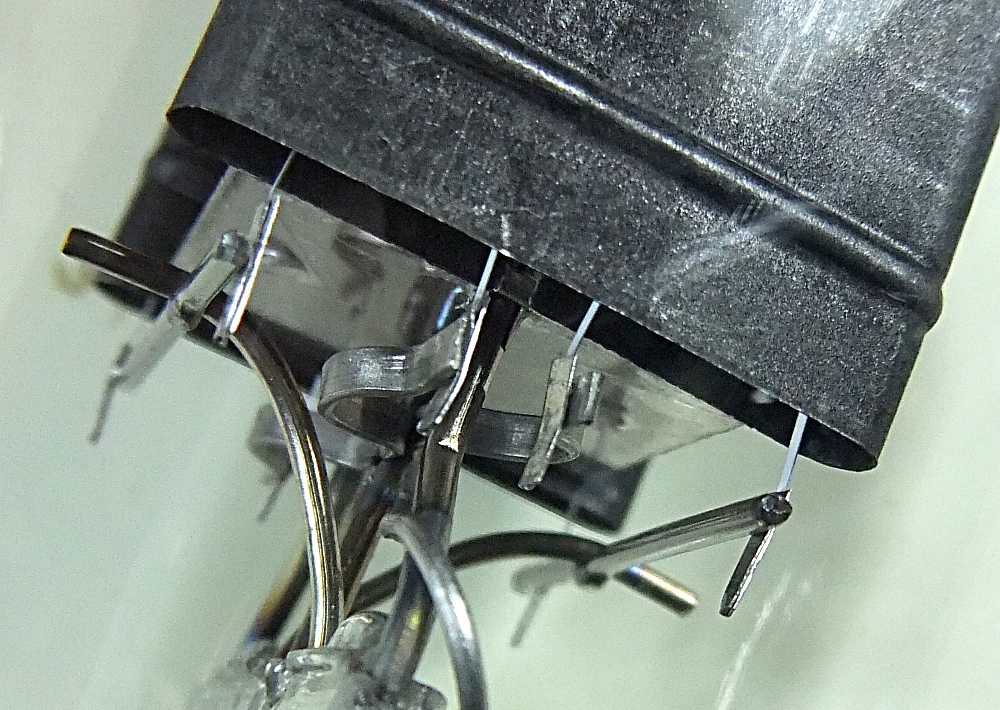
Widoczna w postaci cienkiego drucika katoda w bezpośrednio żarzonej diodzie prostowniczej

W diodach żarzonych bezpośrednio katoda ma postać cienkiego drucika lub taśmy pełniących jednocześnie rolę grzejnika. Początkowo stosowano katody wolframowe, później wolframową taśmę lub drucik pokrywano mieszaniną tlenków o dużej zdolności termoemisji.
Pierwsze diody były żarzone bezpośrednio. Diody wysokiego napięcia pozostały przy tej metodzie żarzenia do końca rozwoju techniki lampowej. Również lampy przeznaczone do zasilania z baterii mają przeważnie katodę żarzoną bezpośrednio.

### Diody pośrednio żarzone
| Symbol diody żarzonej pośrednio  |
| -------------------------------- |
|                                  |
| od góry: anoda, katoda, żarzenie |

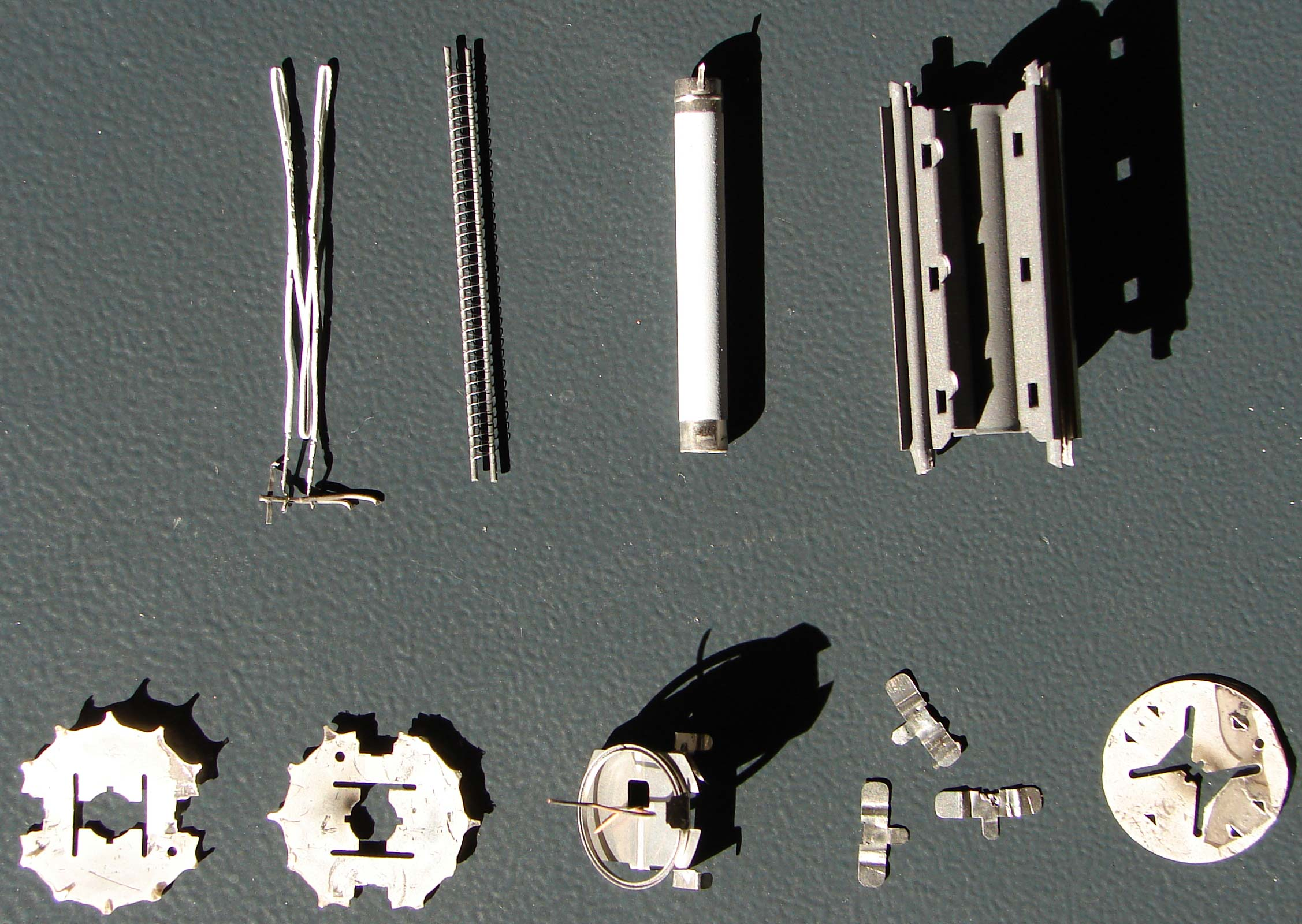
Elementy pośrednio żarzonej diody PY88

W diodach żarzonych pośrednio grzejnik ma postać cienkiego włókna umieszczonego wewnątrz katody w kształcie rurki, zwykle jest od niej odizolowany. Rurka katody jest pokryta tlenkami o dużej zdolności emisyjnej.
W miarę rozwoju techniki lampowej w większości rodzajów diod producenci przeszli na żarzenie pośrednie.

## Historia
- W 1883 Thomas Alva Edison badając przyczyny zużywania się żarówek odkrył, że pomiędzy rozżarzonym włóknem żarówki a zewnętrzną elektrodą jest możliwy przepływ prądu. Edison opatentował swoje odkrycie, ale nie kontynuował prac w kierunku jego zbadania ani wykorzystania.
- Pierwszą diodę próżniową skonstruował angielski fizyk John Ambrose Fleming w roku 1904.
- Irving Langmuir pracując dla General Electric w latach 1909–1916 udoskonalił znacznie technikę próżniową i wynalazł pompę dyfuzyjną, co umożliwiło osiąganie wysokiej próżni i poprawiło znacznie parametry diody. Langmuir odkrył też wpływ domieszkowania torem na wzrost wydajności emisyjnej katod wolframowych.
- W 1925 Radio Corporation of America i General Electric wypuściły na rynek UX213, pierwszą masowo produkowaną pełnookresową diodę prostowniczą (kenotron).

## Rodzaje i zastosowania

### Diody detekcyjne

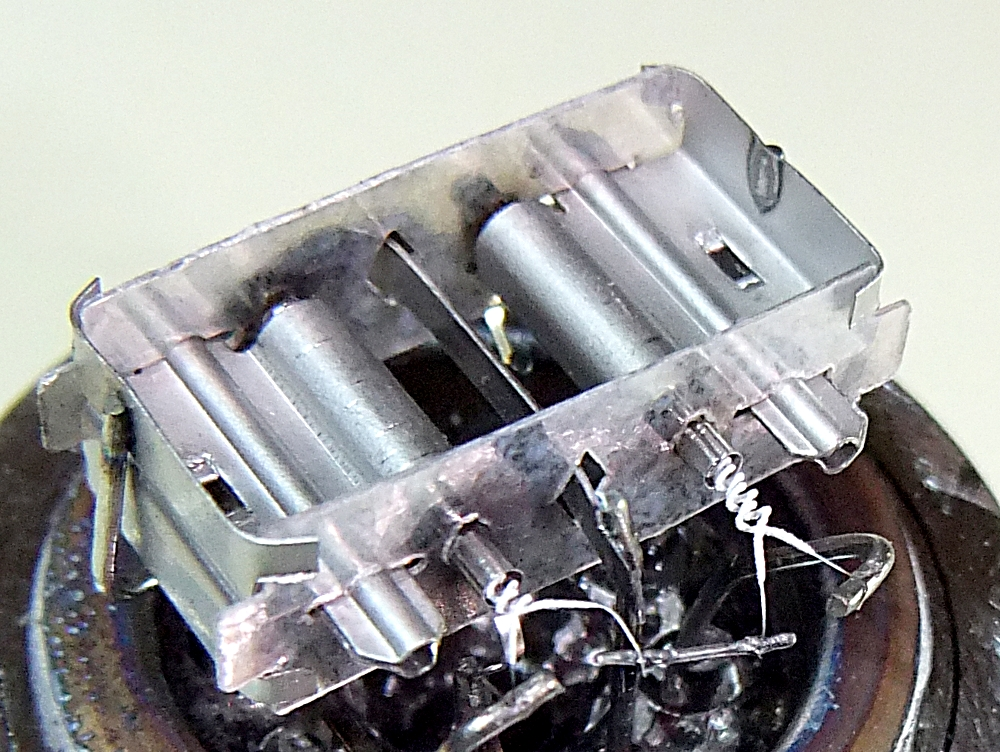
Struktura wewnętrzna pośrednio żarzonej duodiody detekcyjnej 6H6

Diody detekcyjne (sygnałowe) pierwotnie stosowane były głównie w detektorach AM, FM odbiorników radiowych, ale znalazły też zastosowanie w różnorakich układach pomiarowych, impulsowych, przełączających i logicznych.
Posiadają niewielkie elektrody, charakteryzują się dopuszczalnym prądem przewodzenia rzędu miliamperów i dopuszczalnym napięciem wstecznym nie przekraczającym paruset woltów. Stosunkowo niewielka pojemność pomiędzy katodą i anodą pozwala na pracę przy wielkich częstotliwościach.
Przykłady:
- EA50, EA71; DA50, DA90, 1R4, 2D1S, 2D2S (bateryjne).
- duodiody: AB1, AB2, EB1, EB2, EB11, CB1, CB2, 6H6, EAA91; KB1, KB2 (bateryjne).

Diody detekcyjne wchodziły często w skład lamp złożonych, na przykład:
- Z triodą: ABC1, EBC3, EBC41, 6R7, 6Q7 (duodioda i trioda); EABC80 (trzy diody i trioda).
- Z pentodą napięciową (przeważnie selektodą): DAF91, DAF92, 1S5T (bateryjne), EAF42 (dioda i pentoda napięciowa); EBF2, EBF11, EBF80, EBF89 (duodioda i pentoda napięciowa).
- Z pentodą mocy: ABL1, EBL1, EBL21 (duodioda i pentoda mocy).

### Diody prostownicze
Diody prostownicze służą głównie do zamiany prądu przemiennego na prąd stały (prostowania) w układach zasilających z sieci energetycznej odbiorniki radiowe, telewizyjne i wszelkie inne urządzenia elektroniczne. Do powszechnych zastosowań produkowano lampy o dopuszczalnym prądzie sięgającym setek miliamperów i maksymalnym napięciu wstecznym rzędu setek woltów. Lampy prostownicze do celów specjalnych (na przykład do zasilania aparatów rentgenowskich) mogły być przeznaczone do znacznie większych napięć i prądów.

#### Półokresowe
Prostowanie półokresowe stosowano głównie w pozbawionych transformatora sieciowego odbiornikach radiowych i telewizyjnych z szeregowym zasilaniem żarzenia lamp.
Przykłady: PY82, UY1N, UY21, VY2.

#### Pełnookresowe
| Symbol duodiody żarzonej pośrednio |
| ---------------------------------- |
|                                    |
| od góry: anody, katoda, żarzenie   |

Zbudowany na duodiodzie prostownik pełnookresowy z dzielonym uzwojeniem transformatora.

W urządzeniach zasilanych z sieci energetycznej prądu przemiennego często stosowano pełnookresowe prostowniki zbudowane w oparciu o duodiody i transformatory z dzielonym uzwojeniem anodowym.
Przy zastosowaniu duodiod bezpośrednio żarzonych potrzebne było dodatkowe uzwojenie do żarzenia lampy prostowniczej, gdyż katoda-grzejnik znajdowała się wtedy na wysokim potencjale. Przy zastosowaniu diod żarzonych pośrednio można było użyć wspólnego z innymi lampami uzwojenia żarzenia, o ile tylko lampa prostownicza miała odpowiednio duże dopuszczalne napięcie żarzenie – katoda.
Przykłady: 506, 1801, AZ1, AZ4, AZ11, AZ12, 5Y3, 5Z4, 5C3S, 5C3S, GZ32, EZ80, EZ81, EZ91, 6Z4.

#### Usprawniające
Diody usprawniające (tłumiące) znajdują zastosowanie między innymi w układach odchylania poziomego odbiorników telewizyjnych. Tłumią niepożądane oscylacje i odprowadzają do obwodu zasilającego nadmiar energii zgromadzonej w polu magnetycznym transformatora odchylania. Ich cechą charakterystyczną jest duże dopuszczalne impulsowe napięcie wsteczne i duży dopuszczalny prąd impulsowy.
Przykłady: PY81, PY88.

### Diody wysokiego napięcia

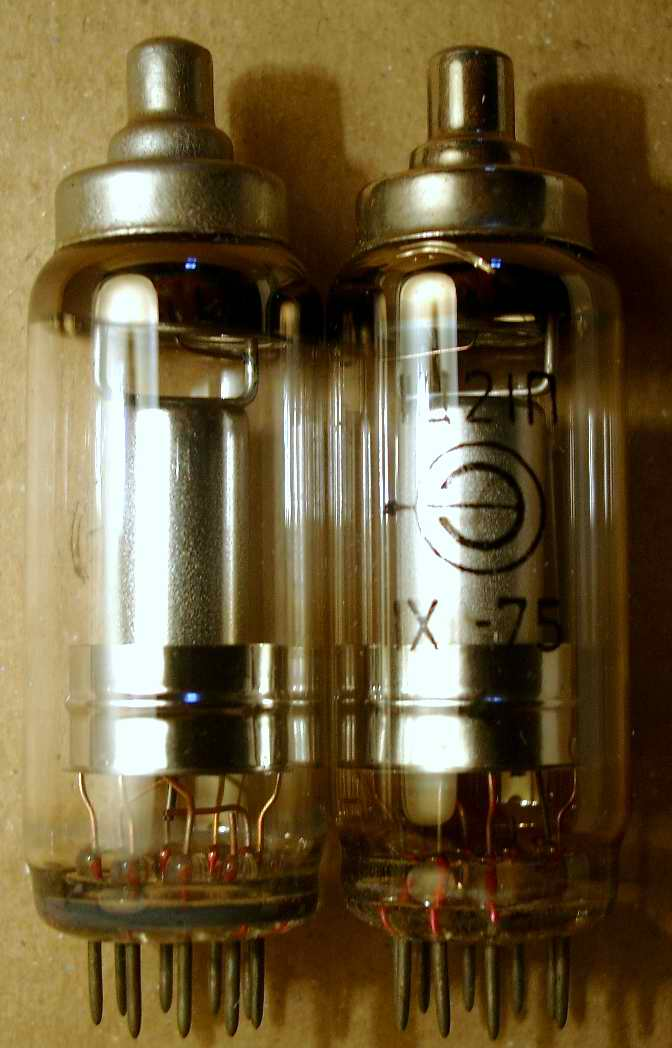
Kenotrony produkcji ZSRR typu 1C21P (1Ц21П)

Diody wysokiego napięcia (kenotrony) stosowano powszechnie w zasilaczach wysokiego napięcia telewizorów wyposażonych w kineskopy. Dopuszczały one napięcie wsteczne rzędu kilkunastu kV przy prądzie rzędu ułamka miliampera.
Przykłady: DY80, DY86, EY86, 1C1S, 1C11P, 1C21P.
Do celów profesjonalnych produkowano kenotrony zarówno o większych prądach, jak napięciach.

### Diody specjalne

#### Diody mikrofalowe
Diody mikrofalowe budowano tak, by zminimalizować niekorzystne przy wielkich częstotliwościach indukcyjności i pojemności wyprowadzeń i elektrod. Lampy były często pozbawione cokołu, a wyprowadzenia wykonywano w postaci koncentrycznych pierścieni, lub rozmieszczano dookoła balonu lampy (tak zwane lampy "żołędziowe"). Ich częstotliwość pracy sięgała kilku GHz. Przykładami lamp z koncentrycznie wyprowadzonymi elektrodami są 2B22, TA40, 6D3, 6D13D, a "żołędziowych" 952F, 9004, 9005, 6D4Ż.
W latach drugiej wojny światowej opracowano półprzewodnikowe diody germanowe pracujące w zakresie mikrofal, co w dużej mierze wyeliminowało diody próżniowe z zastosowań mikrofalowych.

#### Diody szumowe
Diody szumowe wykorzystują fluktuację emisji termoelektronowej do generacji szumów o charakterze chaotycznym. Były używane do wytwarzania napięcia szumów o równomiernym rozkładzie częstotliwościowym, stosowano je w układach pomiarowych oraz w nadajnikach zakłóceń radiowych i radiolokacyjnych.

#### Przetworniki RMS

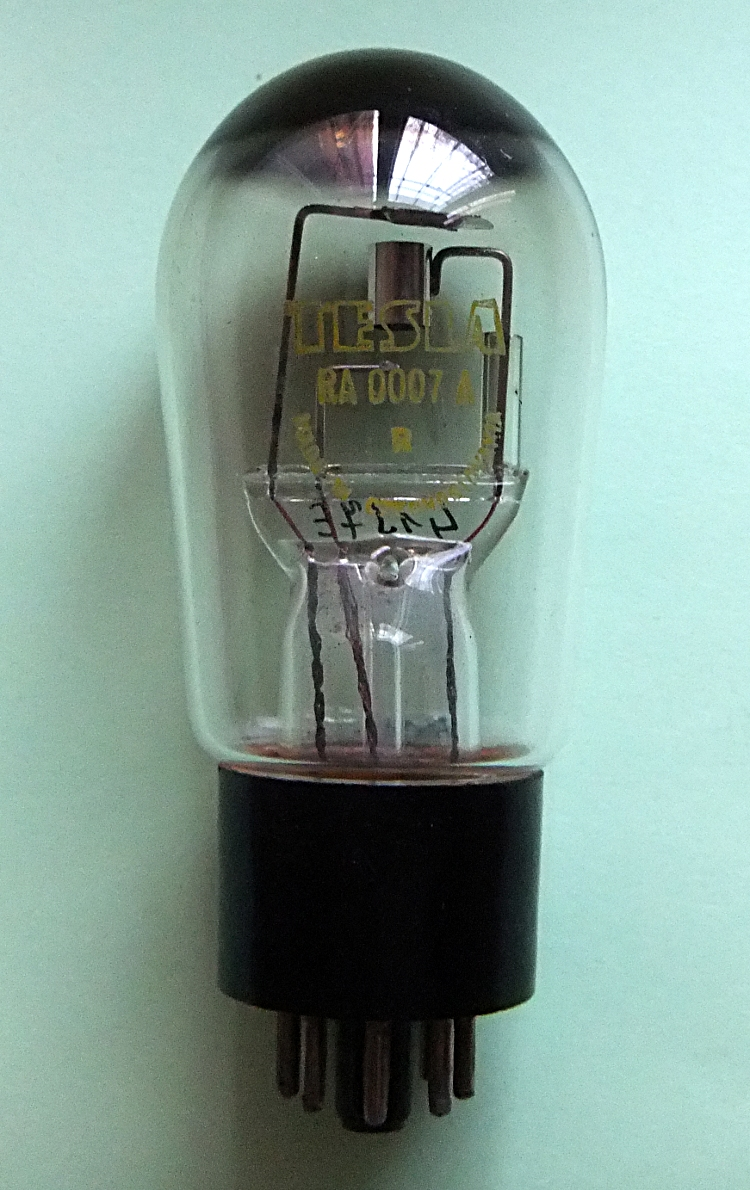
Przetwornik wartości skutecznej RA0007A

Przetworniki wartości skutecznej (RMS) służą do pomiaru wartości skutecznej napięcia zmiennego o dowolnym kształcie przebiegu. Mierzony sygnał wejściowy jest podawany na włókno żarzenia, a sygnałem wyjściowym jest płynący przez diodę prąd. Lampy takie były używane w profesjonalnych urządzeniach pomiarowych i stabilizatorach napięcia zasilania urządzeń elektronicznych.

## Oznaczenia
W europejskim systemie oznaczeń lamp diodom odpowiadają – po pierwszej literze definiującej rodzaj żarzenia – litery: A (dioda detekcyjna), B (podwójna dioda detekcyjna), Y (dioda prostownicza) oraz Z (podwójna dioda (duodioda) prostownicza).

## Podstawowe parametry
Podstawowe parametry diod próżniowych:
- Napięcie żarzenia (Uż) i prąd żarzenia (Iż)
- Dopuszczalne napięcie zmienne (Utr)
- Maksymalny średni prąd wyprostowany (Io)
- Maksymalny prąd chwilowy (Iam)
- Maksymalne napięcie wsteczne (Uwd)
- Dopuszczalne napięcie między katodą i grzejnikiem (Ukg)